# 土屋佳照
土屋 佳照（つちや よしてる、1926年2月25日 - 2004年11月2日）は、日本の官僚、政治家。自治事務次官、鹿児島県知事を歴任。

## 来歴・人物
鹿児島県肝属郡串良町（現・鹿屋市串良町）出身。鹿児島県立第二鹿児島中学校（現・鹿児島県立甲南高等学校）、第七高等学校造士館（現・鹿児島大学）を経て、1949年3月 東京帝国大学法学部政治学科を卒業。同年4月 総理庁に入庁。1952年 大分県民生労働部社会課長、1956年 経済企画庁調整局財政金融課専門調査員。1958年より地方自治庁へ転じる。自治省行政局選挙部長、国土庁地方振興局長、自治省税務局長、同省財政局長などを経て、1982年7月 自治事務次官に就任。自治官僚には珍しく行財政両面を経験した。
その後、1989年の県知事選挙に出馬。当時、金丸三郎・鎌田要人に続き、鹿児島県出身とは言え、三代続けて自治事務次官からのいわゆる“落下傘候補”となったが、選挙においては大勝し知事に就任した。1996年まで2期にわたり鹿児島県知事を務めた。
しかし、在任中の1993年に8.6水害が発生。姶良郡溝辺町（現在の霧島市溝辺地域）にある鹿児島空港から鹿児島市内の鹿児島県庁に向かっており、国道10号線竜ヶ水付近を公用車で移動中に、土石流で前後を寸断され他の通行車両やJR乗客と共に孤立し、災害対策本部に対して船による救助を車載電話で指示し、孤立者の救助の後に鹿児島県の漁業取締船で鹿児島県庁に向かった。このとき鹿児島市中心を流れている甲突川が氾濫し、五石橋のうち新上橋・武之橋が流失する事態となった。国の激特事業により河川改修を決定した際に、流出を免れた玉江橋・西田橋・高麗橋を現地保存を希望する市民団体のハンガーストライキが起こり、その後3石橋は移設保存する事を決定した。
在住中の1994年4月に開局した、鹿児島讀賣テレビの開局にも尽力した。
翌年の1996年1月に県議会開会日の県庁知事室で病気に倒れ、同年6月26日に辞職した。5月15日以降は知事職務代理者を置き、7月6日までは副知事であった須賀龍郎がこれを務めた。
在任中には付帯工事を合わせ総事業費647億円となる鹿児島県庁舎が建てられている。これは県内で最も高い建築物であり、完成した庁舎の中では東京都庁舎に次ぐ予算が費やされた。なお、辞任後、官製談合疑惑が持ち上がったが東京に転居し2004年11月2日、肺炎のため逝去。享年79歳（78歳没）。叙正四位、授旭日重光章。